# Virgin Express
Virgin Express va ser una aerolínia belga de baix cost, la primera d'aquest tipus establerta a Europa continental. La seva base estava a Brussel·les. Operava avions Boeing 737 a destinacions Europees. Pertanyia al Virgin Group, un grup empresarial del Regne Unit. Va ser fusionada amb SN Brussels Airlines el 25 de març de 2007 per a formar Brussels Airlines.